# Strona
Strona ist eine Gemeinde mit 939 Einwohnern (Stand 31. Dezember 2023) in der italienischen Provinz Biella (BI), Region Piemont.
Die Nachbargemeinden sind Casapinta, Cossato, Crosa, Mezzana Mortigliengo, Trivero, Valle Mosso und Valle San Nicolao.

## Geographie
Das Gemeindegebiet umfasst eine Fläche von drei km².